# The Unforgiven (film 1915)
The Unforgiven è un cortometraggio muto del 1915 diretto da Lorimer Johnston.

## Produzione
Il film fu prodotto dalla Vitagraph Company of America.

## Distribuzione
Distribuito dalla General Film Company, il film - un cortometraggio in una bobina - uscì nelle sale cinematografiche statunitensi il 28 ottobre 1915.